# Gerd Bockwoldt
Gerd Bockwoldt (* 7. April 1935 in Kiel; † 1. Juni 2025) war ein deutscher Religionspädagoge und Hochschullehrer.

## Leben
Bockwoldt studierte Theologie, Erziehungswissenschaft und Germanistik an den Universitäten Marburg und Kiel. Nach dem Staatsexamen für das Lehramt an Gymnasien und Schuldienst promovierte er bei Theodor Wilhelm mit einer Arbeit über Das Verständnis der Erziehung bei Calvin zum Dr. phil. und war danach als Wissenschaftlicher Assistent an der Theologischen Fakultät der Universität Kiel tätig. Dort habilitierte er sich 1974 mit einer Arbeit über Richard Kabisch für das Gebiet der Religionspädagogik. Am 17. März 1978 wurde er zum außerplanmäßigen Professor für Religionspädagogik an der Universität Kiel ernannt. Seit 1982 war er Professor für Evangelische Theologie, Schwerpunkt Religionspädagogik und Didaktik des Religionsunterrichts, an der Universität Bayreuth.

## Veröffentlichungen (Auswahl)
- Zur Frage nach der speziellen Hauptquelle im Heliand, in: Ndt. Jb. 84 (1961) 25–33
- Das Verständnis der Erziehung bei Calvin. Phil.-Diss. Kiel 1966.
- Das Menschenbild Calvins, in: Neue Zeitschrift für systematische Theologie und Religionsphilosophie 10 (1968) 170–189.
- Richard Kabisch – Religionspädagogik zwischen Revolution und Restauration. Berlin 1976.
- Religionspädagogik. Eine Problemgeschichte. Stuttgart 1977.
- „Mein Prinz“. Johann Gottfried Herders Mission in Eutin, in: Herder Jahrbuch 2002
- Das Bild der Juden in den Märchen der Brüder Grimm, in: Zeitschrift für Religions- und Geistesgeschichte 63 (2011) 234–249.
- Christliche Reminiszenzen in den Märchen der Brüder Grimm, in: Stimmen der Zeit 2012 607–616
- Der Friede von Versailles 1919. Eine Erinnerung an Ulrich Graf Brockdorff-Rantzau, in: ZSHG Bd. 145 (2020) 81–90